# Armengol III de Urgel
Armengol (o Ermengol) III de Urgel, denominado el de Barbastro (Ponts (Lérida), junio de 1032 – Monzón o Barbastro (Huesca), entre el 13 de marzo y el 12 de abril de 1065), fue conde de Urgel (1039–1065) y recibió la tenencia de la ciudad de Barbastro en recompensa a su colaboración con su cuñado y yerno a su vez, el rey de Aragón Sancho Ramírez en la conquista de esta ciudad al caudillo taifa Al-Muqtádir. Murió resistiendo la contraofensiva de la Taifa de Zaragoza por recuperar dicha urbe.
Hijo de Armengol II de Urgel y de Constanza de Besalú, sucedió a su padre en el condado de Urgel.
Comprometido con su coetáneo y primo segundo Ramón Berenguer I de Barcelona, compartió con él el proceso de erosión de la autoridad condal mientras crecía la de la nobleza del condado de Urgel. Recibió la tercera parte de las conquistas comunes con el conde barcelonés y ocupó en 1050, aliado con Ramiro I de Aragón, Camarasa y Cubells ganándoselas a Yúsuf de Lérida.
En 1064 colaboró con los aragoneses en la toma de Barbastro y fue nombrado tenente. Murió en abril de 1065 mientras defendía la ciudad de los ataques musulmanes. Según Antonio Durán Gudiol, su muerte se produjo cerca de Monzón, en todo caso luchando en tierras aún musulmanas, y su cadáver fue llevado a Barbastro y de allí a la fortaleza de Ager, donde recibió sepultura ante la entrada de la iglesia de San Pedro.

## Matrimonios y descendencia
Se casó, en primeras nupcias, hacia 1050 con Adelaida de Besalú, hija de Guillermo I de Besalú y de Adelaida. Fueron padres de:
- Armengol IV (c. 1051–1092), conde de Urgel.[b]

- Isabel de Urgel (m. ca. 1071), casada en 1062/1063 con Sancho Ramírez de Aragón (quien seguramente la repudió en 1068),[9] y en 1071 con Guillermo Ramón I de Cerdaña.[10]

En segundas nupcias, hacia 1055 se casó con Clemencia, quien pudo ser hija de Berenguer Ramón I, conde de Barcelona, y de su segunda mujer Guisla de Lluçà, debido al nombre de los hijos nacidos de este matrimonio que fueron:
- Berenguer
- Guillermo
- Ramón

Clemencia falleció después del 17 de octubre de 1059 cuando confirma un documento con su marido y antes del 6 de noviembre de 1062.
Se casó, por tercera vez, en 1063, con Sancha de Aragón, hija de Ramiro I de Aragón y de Ermesenda de Bigorra, sin descendencia.
| Predecesor: Armengol II | Conde de Urgel 1039-1065 | Sucesor: Armengol IV |